# Lulaco da Escócia
Lulaco (em latim: Lulachus; em irlandês: Lulach mac Gille Coemgáin;1030 - 17 de março de 1058 em Essie, Strathbogie, sepultado na Ilha de Iona), apelidado "o Simples" ou "o Tolo", foi Rei de Alba de 15 de março de 1057 até sua morte.

## Ancestrais
Neto de Maelbrighde Macrory, sobrinho de Malcolm Macrory (morto em 1029) e filho de Gillacomgain Macrory ou de Moray (em 1032 queimado vivo) Conde of Moray, e Gruoch, neta de Kenneth III da Escócia ou Kenneth III de Alba (morto em 25 de março de 1005).

## Reinado
Coroado em 15 de agosto de 1057 na abadia de Scone no Perthshire, foi rei da Escócia, depois de alguns meses de governo assassinado por Malcolm III da Escócia, que também matara Macbeth.

## Casamento e posteridade
Casou com FINNGHUALA, filha de Sinill de Angus, Mormaer de Angus.
- 1 - Filha, casada com Aedh ou Heth, conde of Moray, que teve por sua vez quatro filhos:

* A - Angus (morto em 1130) conde ou rei de Moray.
* B - Malcom conde de Ross, pai de Donald, que foi pai de Kenneth (morto em 1130).
* C - Gruaido de Moray, a qual casou com Guilherme MacWilliam (morto em 1155 afogado em Bolton Wharf), Senhor ou Lord of Egremont. Era filho de William FitzDuncan (morto em 1154), chamado o Nobre, conde de Moray, Lord de Skipton e Craven, Copleland e Allerdale.
* 4 - Malsnechtai (morto em 1085) Mormaer of Moray, tornou-se monge. Em algumas genealogias, é irmão de Lulaco.